# تپه دراز جوادآباد گرمسار
تپه دراز جوادآباد گرمسار مربوط به هزاره اول قبل از میلاد است و در شهرستان گرمسار، روستای جوادآباد واقع شده و این اثر در تاریخ ۲۵ خرداد ۱۳۸۱ با شمارهٔ ثبت ۵۸۱۴ به‌عنوان یکی از آثار ملی ایران به ثبت رسیده است.